# Меле (Лигурия)
Вижте пояснителната страница за други значения на Меле.
Мѐле (на италиански: Mele; на лигурски: Mê, Ме) е малко градче и община в Северна Италия, провинция Генуа, регион Лигурия. Разположено е на 125 m надморска височина. Населението на общината е 2686 души (към 2011 г.).